# Stenia cronanalis
Stenia cronanalis là một loài bướm đêm trong họ Crambidae.